# Pacha 183
Pour les articles homonymes, voir Pacha.
Pacha 183, également connu sous les noms Pavel 183 et P183 (de son vrai nom Pavel Pukhov), né le 11 août 1983 à Moscou et mort le 1er avril 2013 dans la même ville, est un street artist russe.

## Exposition
- «Street art, parcours croisés, P183 / Nebay »,  Salons de l’Hôtel de ville, Mairie du Kremlin-Bicêtre, RussenKo, 2013[2].